# 교하 이씨
교하 이씨(交河李氏)는 경기도 파주시 교하군을 본관으로 하는 한국의 성씨이다. 시조는 조선에서 예조정랑(禮曹正郞)을 지낸 이진형(李震亨)이다.

## 참고 자료
- “교하이씨(交河李氏)”. 뿌리를 찾아서.[깨진 링크(과거 내용 찾기)]